# Topal (Białoruś)
Topal (biał. Топаль; ros. Тополь, Topol) – wieś na Białorusi, w obwodzie mińskim, w rejonie berezyńskim, w sielsowiecie Bahuszewiczy. W 2009 roku liczyła 8 mieszkańców.